# ملعب الرئيس بيرون
ملعب الرئيس بيرون (بالإنجليزية: Estadio Presidente Perón)‏ هو ملعب كرة قدم يقع في كوردوبا، الأرجنتين، يتسع لـ 35,000 متفرج.

## التاريخ
افتتح الملعب في 1951.